# Ildar Hafizov
Ildar Hafizov (ur. 30 stycznia 1988) – uzbecki, a od 2016 roku amerykański zapaśnik walczący w stylu klasycznym. Dwukrotny olimpijczyk. Zajął jedenaste miejsce w Pekinie 2008 w kategorii 55 kg i dwunaste w Tokio 2020 w kategorii 60 kg.
Piąty na mistrzostwach świata w 2007. 
Złoty medalista igrzysk panamerykańskich w 2023 i brązowy w 2019. Zajął piętnaste miejsce na igrzyskach azjatyckich w 2010. Trzeci na igrzyskach wojskowych w 2019. Drugi na wojskowych MŚ w 2024. Wicemistrz panamerykański w 2021. Srebrny medal na mistrzostwach Azji w 2011, brązowy w 2007 roku.